# العلاقات بين أمريكا اللاتينية والمملكة المتحدة
العلاقات بين أمريكا اللاتينية والمملكة المتحدة (بالإنجليزية: Latin America–United Kingdom relations)‏ هي العلاقات المتمثلة بين المملكة المتحدة لبريطانيا العظمى وإيرلندا الشمالية وبين بلدان أمريكا اللاتينية. امتلكت كل من إنجلترا وبريطانيا العظمى مصالح قديمة في أميركا اللاتينية الاستعمارية، بما في ذلك الخصخصة وتجارة الرقيق، وبناء المستعمرات الخاصة بهما على جزر الهند الغربية. وقد دعمت لندن استقلال المستعمرات عن إسبانيا في عام 1820، وعملت أيضًا على تطوير علاقات تجارية ومالية واسعة مع معظم الدول المستقلة الجديدة، فقامت بفتح خطوط الشحن وبناء السكك الحديدية. بعد الحرب الأميركية مع إسبانيا في عام 1898، لعبت المصالح المالية في نيويورك دورًا متزايد الأهمية. واستمر النشاط التجاري البريطاني التقليدي حتى بيع معظم أصوله الإقليمية في الفترة ما بين عامي 1914-1918 لدفع تكاليف المجهود الحربي البريطاني. بعد عام 1820، تناقصت المشاركات العسكرية إلى الحد الأدنى. فقد تحولت المشاحنات الحدودية مع فنزويلا في تسعينيات القرن التاسع عشر إلى نزاع خطير عندما وصلت الولايات المتحدة إليها؛ ولم تكن هناك قضايا عميقة تتعلق بذلك وسرعان ما تم حل النزاع بشكل دائم. ثم نشبت حرب قصيرة لطرد الغزاة الأرجنتينيين من جزر فوكلاند في عام 1982.

## حقبة الاستعمار
في الحقبة الاستعمارية في أمريكا اللاتينية قبل عام 1820، شكَّلت بريطانيا تحالفًا مع البرتغال، واحتفظت بعلاقات رسمية ودية مع مستعمرة البرتغال في البرازيل. ولكن بشكل غير رسمي، هاجم بعض الجنود البريطانيين الموانئ البرازيلية، مثل ميناء سانتوس في عام 1591.
على الرغم من ذلك، في كثير من الأحيان، تصاعدت بعض التوترات والعداءات الخطيرة مع إسبانيا. قام الجنود البريطانيون على نحو متكرر بمهاجمة المصالح الإسبانية، آملين بطريقة ما مهاجمة الأسطول الإسباني السنوي الذي يحتوي على الذهب والفضة والمتوجه إلى إسبانيا والاستيلاء عليه. كان كل من جون هوكنز (1532-1595) وفرنسيس دريك (؟- 1596) من القادة البحريين الرئيسيين. في القرن السابع عشر، عُدت منطقة البحر الكاريبي هدفًا مفضلًا بالنسبة للجميع، وخاصة بين عامي 1655 و 1670 إلى جانب السفن والمدن الإسبانية. في حروب مختلفة، استولى البريطانيون على قواعد في جامايكا وجزر أخرى، وأقام القراصنة موطئ قدم على البر الرئيسي في أميركا الوسطى. في عام 1671، قام هنري مورغان (1635-1688) بنهب وإحراق مدينة بنما، وسرق كنوزها وكل ما تحتويه من الذهب والفضة والمجوهرات، باستثناء المذبح الذهبي، الذي تم تمويهه لإخفاء قيمته الثمينة. وكان مورغان نائب حاكم جامايكا. ومن قاعدته في مدينة بورت رويال في جامايكا، شنَّ غارة على المستوطنات والشحن على نهر سبانيش ماين، وأصبح فاحش الثراء واستخدم قسمًا من أمواله لشراء ثلاث مزارع سكر كبيرة يعمل فيها العبيد.
كثُرت التعاملات التجارية بين التجار البريطانيين وبين أوروبا وأمريكا اللاتينية، إذ كان عدد التجار الإسبان أو البرتغاليين في المنافسة ضئيلًا للغاية. وبحلول عام 1824، عندما غادرت إسبانيا المنطقة كان هناك نحو 90 مبنى تجاري بريطاني يعملون في المستعمرات الإسبانية السابقة، وبشكل أساسي في مدينة بوينس آيرس. وفي عام 1810، كان هناك 200 منزل تجاري في البرازيل. كان لبريطانيا المشاركة الأكبر في عملية تجارة الرقيق حتى تم حظرها من قِبَل البريطانيين أنفسهم في عام 1807، وفي عام 1833، ألغت بريطانيا نظام تجارة الرقيق في جميع مستعمراتها. منحت إسبانيا حقوقًا حصرية لشركة البحر الجنوبي البريطانية لتوريد العبيد إلى المستعمرات الإسبانية. وبذلك شاركت شركة البحر الجنوبي في عمليات تجارية غير مشروعة. وبمجرد أن حاولت إسبانيا وقف هذه الحرب كانت النتيجة نشوب حرب أذن جينكنز صغيرة النطاق والتي استمرت عقدًا كاملًا بعد عام 1739. بدأت الحرب بعد أن اختُطف القبطان البريطاني روبرت جينكنز على يد بحارة أسبان وقاموا بقطع أذنيه. بالمقابل، استولى البريطانيون على بورتو بيلو في نوفمبر من عام 1739. شنَّ حاكم جورجيا جيمس أوجلثورب هجومًا على سانت أوغستين، فلوريدا، في عام 1740؛ وانتقمت إسبانيا منه بشنّها هجوم على جزيرة سانت سيمون، جورجيا.
أثناء حروب نابليون، بين عامي 1801-1815، شكلَّت إسبانيا تحالفًا مع نابليون وكانت مستعمراتها مستهدفة من قِبل البحرية البريطانية. وبالنتيجة، شُنَّت غزوتين بريطانيتين لريو دي لا بلاتا. وكان الأدميرال البريطاني هوم ريغز بوفام من المقرر أن يشن غزوة على المستعمرة الهولندية في رأس الرجاء الصالح في جنوب أفريقيا، والتي قام بها عام 1806. وفي طريق عودته، قرر الاستيلاء على مستعمرة لا بلاتا الإسبانية (الأرجنتين الآن)، إذ كان لديه جيش مؤلف من 1500 جندي، الذين استولوا على الحصن بسرعة في بوينس آيرس، وسيطروا على المدينة التي يبلغ عدد سكانها 55 ألف نسمة. عمل الكريول الأرجنتيني (الأشخاص من أصل أسباني) على حشد قواته المحلية والمجاورة، بما في ذلك 1000 جندي من مونتيفيديو المجاورة. وقد تغلبوا على الإنجليز، الذين استسلموا في 14 أغسطس من عام 1806. ومع ذلك قررت لندن أنها تريد تشكيل إمبراطورية جديدة في أمريكا الجنوبية لذا قامت بإرسال جيوشها الجديدة إلى بوينس آيرس وفالبارايسو. جاء الهجوم البريطاني الثاني في عام 1807، حيث أحضر الجنرال جون وايتلوك 12 ألف جندي تحضيرًا لهجماته على مونتيفيديو وبوينس آيرس. وفي يونيو عام 1807، دارت المعركة الحاسمة في الأرجنتين، إذ تجاوز عدد الأرجنتينيين 12 ألف إلى 9 آلاف شخص. ومع ذلك، فقد نجح هؤلاء الأرجنتينين في جعل البريطانيون ينسحبون مرة أخرى. ومن ناحية أخرى، غزا نابليون البرتغال، وأنقذت البحرية الملكية البريطانية الأسرة المالكة وأرسلت بها إلى البرازيل. تحقق النصر البحري البريطاني العظيم في طرف الغار في أكتوبر عام 1805 وكان سببًا في منح البريطانيين السيطرة على المحيطات بشكل حاسم، وأنهى أحلام نابليون في الخارج.

## الدول الرائدة

### الأرجنتين
أقامت الأرجنتين علاقات دبلوماسية في 15 كانون الأول عام 1823. وبحلول منتصف القرن الحالي، كان مصرفيو لندن يرسلون رؤوس الأموال للاستثمار في السكك الحديدية ومحطات الشحن ودور التعبئة والمرافق. وأرسلت لندن 3000 وكيل للتعامل مع الشحن والتأمين والبنوك.
ثمة نقص في العمالة، الأمر الذي تم حلّه عندما بدأت السفن البريطانية في جلب المهاجرين الإيطاليين والإسبان. كانت بريطانيا المشتري الرئيسي للحم البقري الأرجنتيني والحبوب. أثناء الحرب العالمية الثانية، رفضت الأرجنتين الموافقة على السياسات الأميركية المناهضة لألمانيا. وردَّت واشنطن بمحاولة إغلاق صادرات الأرجنتين. وقد طلب الرئيس فرانكلين روزفلت من رئيس الوزراء ونستون تشرشل أن يتوقف عن شراء لحوم البقر والحبوب في الأرجنتين. لكن رفض تشرشل ذلك قائلًا بأنه بحاجة ماسة إلى الطعام.
خاضوا الحرب - حرب الفوكلاند - بسبب ملكية جزر فوكلاند عام 1982؛ وجعلت بريطانيا الغزاة الأرجنتينيين ينسحبون.

### البرازيل
في عام 1807، نُقل جميع أعضاء المحكمة الملكية في البرتغال (من 4000 حتى 7000 فرد على الأرجح) إلى البرازيل ضمن عملية نقل البلاط البرتغالي إلى البرازيل لتجنب السيطرة النابليونية. تولى الأمير جواو السادس الحكم لأن والدته الملكة اتُهمت بالجنون. كانت التجارة البرازيلية محدودة بالدولة الأم، ولكن الأمير جواو عمل على توسيعها لتشجيع التجارة مع كل الدول الصديقة، وخاصة بريطانيا العظمى. وقد أدى هذا التوسع في التجارة إلى الاستقلال الاقتصادي والسياسي للبرازيل في نهاية المطاف عن البرتغال عام 1822.